# Liste der Monuments historiques in Chenôve
Die Liste der Monuments historiques in Chenôve führt die Monuments historiques in der französischen Gemeinde Chenôve auf.

## Liste der Immobilien
| Bezeichnung                     | Beschreibung                                                           | Standort                    | Kennzeichnung | Schutzstatus | Datum | Bild           |
| ------------------------------- | ---------------------------------------------------------------------- | --------------------------- | ------------- | ------------ | ----- | -------------- |
| Keltern der Herzöge von Burgund | Kelterhaus aus dem 15. Jahrhundert, mit Keltern ab dem 14. Jahrhundert | 8 Rue Roger Salengro (Lage) | PA00112212    | Inscrit      | 1934  | weitere Bilder |

## Liste der Objekte
| Bezeichnung                                                  | Beschreibung                                                             | Standort                        | Kennzeichnung | Schutzstatus | Datum | Bild |
| ------------------------------------------------------------ | ------------------------------------------------------------------------ | ------------------------------- | ------------- | ------------ | ----- | ---- |
| Skulptur Unterweisung Mariens                                | Holz, vergoldet, 17. Jahrhundert, aus der Schule von Jean Dubois         | in der Kirche St-Nazaire (Lage) | PM21000601    | Classé       | 1983  |      |
| Linker und rechter Seitenaltar                               | jeweils der Retabel; Holz, farbig gefasst und vergoldet, 17. Jahrhundert | in der Kirche St-Nazaire (Lage) | PM21000602    | Classé       | 1983  |      |
| Tabernakel                                                   | Stein, 15. Jahrhundert                                                   | in der Kirche St-Nazaire (Lage) | PM21000603    | Classé       | 1901  |      |
| Skulptur Madonna mit Kind                                    | Kalkstein, farbig gefasst, 15. Jahrhundert                               | in der Kirche St-Nazaire (Lage) | PM21000604    | Classé       | 1913  |      |
| Zwei Weihwassebecken                                         | Gusseisen, Stein, 15. Jahrhundert                                        | in der Kirche St-Nazaire (Lage) | PM21000605    | Classé       | 1913  |      |
| Glocke (1)                                                   | Bronze, 1682 gegossen                                                    | in der Kirche St-Nazaire (Lage) | PM21000606    | Classé       | 1943  |      |
| Glocke (2)                                                   | Bronze, 1738 gegossen                                                    | in der Kirche St-Nazaire (Lage) | PM21000607    | Classé       | 1943  |      |
| Gemälde Der heilige Vinzenz Ferrer erweckt ein Kind vom Tode | Ölfarbe auf Leinwand, vergoldeter Holzrahmen, 17. Jahrhundert (?)        | in der Kirche St-Nazaire (Lage) | PM21004888    | Inscrit      | 2013  |      |
| Gemälde Kommunion der heiligen Agnes von Montepulciano       | Ölfarbe auf Leinwand, vergoldeter Holzrahmen, 17. Jahrhundert (?)        | in der Kirche St-Nazaire (Lage) | PM21004889    | Inscrit      | 2013  |      |